# Windows Embedded Compact 7
A Windows Embedded Compact 7 (korábban Windows Embedded CE 7.0) a Microsoft Windows CE termékcsaládjának hetedik főverziója, amely 2011. március 1-jén jelent meg x86, ARM és SuperH architektúrákra (utóbbira csak a járművekre szánt változat). A rendszert fényképezőgépeken, GPS-eken és járművek fedélzeti számítógépein használják.
A szoftver forráskódja korlátozottan nyílt, így a fejlesztők a rendszermag szintjén szabadon végezhetnek módosításokat anélkül, hogy azokat a Microsofttal vagy versenytársaikkal meg kelljen osztaniuk. A fejlesztés során a Microsoft egyik alkalmazottja elárulta, hogy a rendszermag részben megegyezik a Windows Phone 7-ével; később a vállalat megerősítette, hogy a Windows Phone 7 az Embedded CE 6.0 R3 és Embedded Compact 7 verziókon alapul.

## Új funkciók
A rendszer az alábbi új funkciókkal rendelkezik:
- Silverlight for Windows Embedded: lehetővé teszi interaktív felhasználói felületek fejlesztését
- Internet Explorer for Windows Embedded: a webböngésző támogatja az Adobe Flash 10.1-es verzióját
- Érintőképernyő: az érintések mellett a kézmozdulatokat is felismeri
- CPU: a rendszer támogatja a kétmagos processzorokat és a szimmetrikus többfeladatosságot
- Architektúra: x86, ARM és SuperH architektúrák támogatása (utóbbi csak járműveknél)
- Médialejátszás: a DLNA és MTP protokollok támogatása
- Hálózat: a Network Driver Interface Specification 6.1 és a Bluetooth 2.1 EDR támogatása

## Fordítás
- Ez a szócikk részben vagy egészben  a   Windows Embedded Compact 7 című angol Wikipédia-szócikk ezen változatának fordításán alapul.  Az eredeti cikk szerkesztőit annak laptörténete sorolja fel. Ez a jelzés csupán a megfogalmazás eredetét és a szerzői jogokat jelzi, nem szolgál a cikkben szereplő információk forrásmegjelöléseként.